# Луковитско
 Тази статия е за историко-географската област.  За общината вижте Луковит (община).  
Луковитско е историко-географска област в Северна България, около град Луковит.
Територията ѝ съвпада приблизително с някогашната Луковитска околия, а днес включва община Луковит, югоизточната половина на община Червен бряг и малки части от общините Ябланица (Голяма Брестница и Орешене) и Долни Дъбник (Садовец). Разположена е в Предбалкана, между Угърчинските височини на изток, Карлуковската хълмиста област на юг и река Искър на запад. Граничи с Плевенско на север, Ловешко на изток, Тетевенско на юг и Врачанско и Белослатинско на запад.